# Пестка
Пестка — деревня в Плюсском районе Псковской области России. Входит в состав Лядской волости.
Расположена в 5 км от левого берега реки Плюссы, в 40 км к западу от райцентра Плюсса, в 14 км к югу от волостного центра Ляды и в 3 км к юго-западу от деревни Лосицы.

## Население
Численность населения деревни на 2000 год составляла 0 человек, по переписи 2002 года — 7 человек.

## История
До 1 января 2006 года деревня входила в состав ныне упразднённой Лосицкой волости.